# Ministerio de Ciencia, Tecnología e Innovación (Argentina)
El Ministerio de Ciencia, Tecnología e Innovación fue un organismo público dependiente del Poder Ejecutivo Nacional de Argentina. Su misión era orientar la ciencia, la tecnología y la innovación al fortalecimiento de un nuevo modelo productivo que genere mayor inclusión social y mejore la competitividad de la economía argentina, bajo el paradigma del conocimiento como eje del desarrollo.
Fue creado en diciembre de 2007 por iniciativa de la presidenta Cristina Fernández de Kirchner bajo el nombre de Ministerio de Ciencia, Tecnología e Innovación Productiva, degradado a Secretaría de Ciencia, Tecnología e Innovación Productiva en septiembre de 2018 por el presidente Mauricio Macri, reinstituido en 2019 bajo la presidencia de Alberto Fernández y nuevamente degradado a Secretaría de Innovación Cienca y Tecnología en diciembre de 2023, bajo a presidencia de Javier Milei. 
Contó con dependencias descentralizadas dedicadas a investigación y desarrollo como CONICET, la Agencia Nacional de Promoción Científica y Tecnológica (Agencia I+D+i), la Comisión Nacional de Actividades Espaciales (CONAE) y el Banco Nacional de Datos Genéticos (BNDG).

## Historia

### Creación

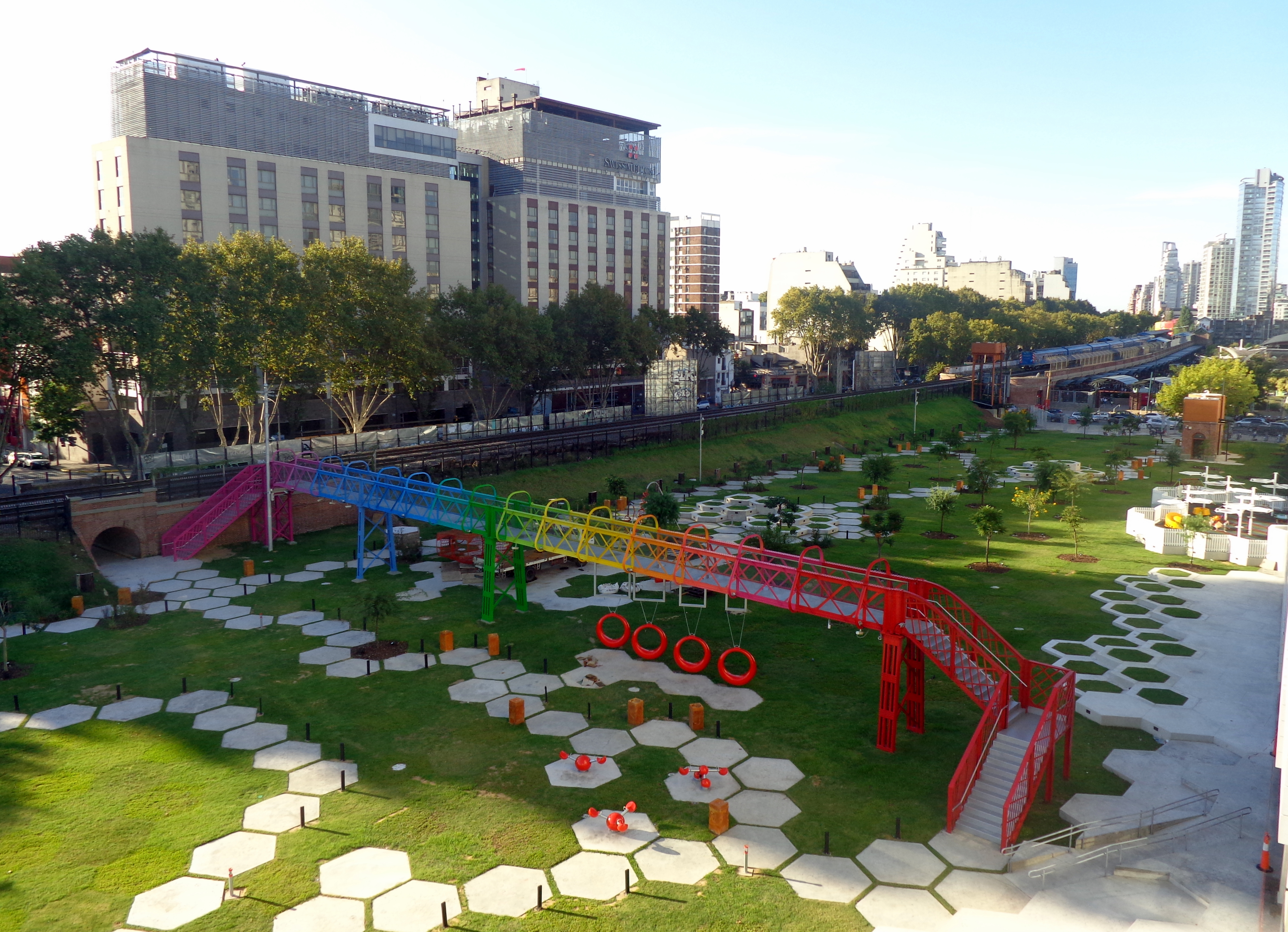
Parque de las Ciencias en el Polo Científico Tecnológico finalizado en 2015.

En diciembre de 2007 se creó el Ministerio de Ciencia, Tecnología e Innovación Productiva (MinCyT) mediante el decreto 21/2007 de la presidenta Cristina Fernández de Kirchner. Su primer ministro fue Lino Barañao, quien hasta el momento era presidente de la Agencia Nacional de Promoción Científica y Tecnológica. 
En noviembre de 2008, se promulgó la Ley 26.421 que define al Programa Raíces (Red de Argentinos Investigadores y Científicos en el Exterior) del Ministerio de Ciencia como política de Estado. Este programa, que había comenzado en 2003, logró repatriar a más de 1000 científicos, logrando revertir ―en conjunto con otras medidas y programas― la tendencia histórica de fuga de cerebros que existía en la Argentina.
En el año 2009 se creó el Fondo Argentino Sectorial (FONARSEC), que tiene como objetivo la conformación de consorcios público-privados para mejorar la competitividad de sectores prioritarios como la biotecnología, la nanotecnología,TICs, energía, salud, agroindustria, desarrollo social, medio ambiente y cambio climático.
En julio de 2011 se inaugura Tecnópolis, la megamuestra de arte, ciencia y tecnología más grande de América Latina. Ese mismo año se inaugura la primera etapa del Polo Científico Tecnológico que incluyó las nuevas sedes del Ministerio, la Agencia Nacional de Promoción Científica y Tecnológica, y los Institutos Internacionales Interdisciplinarios para la Innovación. Al año siguiente comienza la transmisión de Tecnópolis TV (luego renombrado como TEC TV), el primer canal argentino dedicado íntegramente a transmitir contenidos de ciencia y tecnología.
En 2013 se presenta el plan Argentina Innovadora 2020 que plantea lograr, a través de la ciencia y la tecnología, un desarrollo económico y de inclusión social para las próximas generaciones de argentinos. El plan propone un incremento de la planta de investigadores del 10% anual hasta 2020. El plan muestra estimaciones de crecimiento del sector en un escenario base y en otro favorable. En el primero se esperaba que en 2020 la inversión en I+D+i como porcentaje del PBI fuera del 1,01 y la cantidad de investigadores y becarios fuera de 4,6 por 1000 de la PEA. En tanto en el segundo los números eran 1,65 % del PBI y 5 por cada 1000, respectivamente. Se determinaron "áreas prioritarias" donde el estado desea fortalecer la investigación: Ese mismo año el MinCyT recibió la Mención Especial del Premio Konex como una de las entidades más relevantes de la Ciencia y Tecnología de la década en la Argentina.
En febrero de 2015 se inaugura la segunda etapa del Polo con la nueva sede del CONICET y el Parque de Ciencia y Tecnología. En marzo de ese año se finalizó la instalación de la supercomputadora Tupac, que posiciona al país entre los líderes en este tipo de equipamiento en Latinoamérica. Para fines de 2015, la entonces presidenta Cristina Fernández de Kirchner, inaugura el Centro Cultural de la Ciencia ubicado dentro del Polo Científico Tecnológico en el barrio de Palermo de la Ciudad Autónoma de Buenos Aires.

### Presidencia de Mauricio Macri
Durante la campaña presidencial de 2015, Macri declara que durante su gobierno se sostendrían las políticas en ciencia y técnica impulsadas durante la década anterior y se duplicaría la inversión en el área. En noviembre de 2015, tras la victoria de Macri en el balotaje, se anunció que Lino Barañao iba a continuar al frente del Ministerio de Ciencia, Tecnología e Innovación productiva, siendo el único ministro del gobierno saliente en conservar su cargo. Sin embargo, en los años subsiguientes se produjeron fuertes recortes en el presupuesto y en la cantidad de nuevos ingresos al Conicet. Entre 2015 y 2018 la caída del presupuesto de la función ciencia y técnica en términos reales fue del 25 %. Según las estimaciones disponibles para 2019 la caída final sería del 38 %. Algunos investigadores han planteado que durante el gobierno de Mauricio Macri se inició un procesos de cientificidio, un término creado en el 2016 para referirse a las consecuencias observadas en el sistema científico de un país y su base reproductiva, a causa de las políticas económicas caracterizadas por ajustes, desarrolladas por diferentes gobiernos.
El 3 de septiembre de 2018, el presidente Mauricio Macri anunció que el ministerio sería degradado al rango de secretaría, pasando a depender del Ministerio de Educación (renombrado Educación, Cultura, Ciencia y Tecnología), a cargo de Alejandro Finocchiaro. Los cambios se dieron en una modificación del gabinete nacional que redujo de 22 a 10 la cantidad de ministerios y que se hizo efectiva el 5 de septiembre de 2018. Los recortes presupuestarios y la degradación del Ministerio produjeron diversas protestas de la comunidad científica nacional y una carta de repudio de la comunidad científica internacional, firmada por once Premios Nobel y 1200 investigadores.
Ese año en medio del despido de cientos de científicos causó controversia la designación de familiares de miembros del gobierno y jóvenes militantes del PRO en el ministerio de Ciencia y Tecnología entre ellos la hija de Domingo Barlleta, Florencia Barletta, en un cargo de planta con un sueldo bruto de más de 150 mil pesos en medio de fuertes recortes presupuestarios en ciencia; la oposición lo acusó nuevamente de nepotismo.

### Presidencia de Alberto Fernández
El bioquímico Roberto Salvarezza fue designado al frente del Ministerio de Ciencia y Tecnología, que volvió a tener ese estatus luego de haber sido rebajado a secretaría durante los últimos dos años del gobierno de Cambiemos. Su equipo está conformado por el físico Diego Hurtado en la Secretaría de Políticas y Planeamiento; el también físico Juan Pablo Paz en la Secretaría de Articulación Científica y Tecnológica; el economista Fernando Peirano en la Agencia I+D+i y la química Ana Franchi en CONICET.
Salvarezza definió como su prioridad en el corto plazo frenar la salida de científicos que se produjo en los años anteriores, a través de la recomposición de los salarios que calificó como "los más bajos de la región". Dijo además que la urgencia estaba en mejorar las "becas que están en nivel de pobreza y subsidios que no permiten cumplir con los objetivos". En diciembre de 2019 anunció el pago de un bono de 9000 pesos para el personal de CONICET hasta que se determinara el aumento definitivo. Además garantizó que las investigaciones no se verían alcanzadas por el impuesto del 30% al dólar y que los investigadores no verían congelada su movilidad jubilatoria, ambas medidas estipuladas por la ley de emergencia.
Uno de los ejes de la gestión de Salvarezza es el trabajo conjunto del Ministerio de Ciencia y Tecnología con otras carteras del gabinete nacional como Desarrollo Social, Seguridad, Salud, Ambiente y Desarrollo Productivo para resolver problemas concretos de la sociedad. En el ámbito social, Salvarezza se comprometió a que el ministerio aporte soluciones para el programa Argentina contra el hambre. Con el Ministerio de Ambiente se comprometieron a que las instituciones científicas y académicas realicen monitoreos de los indicadores ambientales y planifiquen en conjunto un modelo de desarrollo que luche contra el cambio climático e impulse la forestación sustentable y la agroecología. Con el Ministerio de Seguridad se acordó aportar desarrollos de software y también investigaciones sociales sobre prevención de la violencia y diagnóstico en relación con el medio socioeconómico.
En 2021 se aprobó la Ley de Financiamiento del Sistema Nacional de Ciencia, Tecnología e Innovación, que establece el incremento progresivo del Presupuesto Nacional destinado a la ciencia y la tecnología, hasta alcanzar en el año 2032 el 1% del PBI.

#### Unidad Coronavirus
La Unidad Coronavirus es un ente creado en Argentina a mediados de marzo de 2020 con el fin de llevar adelante "proyectos de investigación y desarrollo tecnológico con capacidad de dar respuesta a la pandemia de COVID-19 en el país". Está integrada por el MinCyT, CONICET y la Agencia I+D+i. 
La Unidad tiene como objetivo la planificación de la estrategia nacional de diagnóstico, el desarrollo de kits diagnósticos, la investigación sobre la enfermedad y el desarrollo de soluciones tecnológicas e informáticas. En este marco se impulsaron diferentes acciones: el financiamiento de kits de diagnóstico, el concursos hábitats emergentes y las convocatorias a ideas proyecto, a ciencias sociales y humanas y a empresas de base tecnológica.

## Organización
La cartera estuvo organizada de la siguiente manera:
- Ministerio de Ciencia, Tecnología e Innovación
  - Secretaría de Planeamiento y Políticas en Ciencia, Tecnología e Innovación
  - Secretaría de Articulación Científico-Tecnológica

## Funciones
El ministerio asistió al Poder Ejecutivo Nacional en todo lo inherente a la ciencia, la tecnología y la innovación productiva. Su función principal era contribuir, a partir de estos tres elementos, al desarrollo económico, social y cultural de la Nación.
Establecía, para ello, políticas en ciencia, tecnología e innovación que permitan incrementar la capacidad de respuesta a problemas productivos y sociales prioritarios del país.
Articulaba los recursos y capacidades de las instituciones integrantes del Sistema Nacional de Ciencia, Tecnología e Innovación (SNCTI), logrando un conjunto más eficaz y solidario entre sus componentes. Además, supervisa la actividad de los organismos destinados a la promoción, regulación y ejecución en ciencia, tecnología, e innovación.
Estimulaba la labor en ciencia y tecnología, y difunde sus resultados para instalar el valor socioeconómico del conocimiento. Asimismo, impulsa la innovación de base tecnológica y su incorporación en la cultura productiva de las empresas argentinas. 
En el entorno local se encargaba de coordinar y consensuar políticas de mediano y largo plazo en aquellos asuntos que sean de interés compartido con otros Ministerios. Y a nivel internacional intervienía en la formulación y gestación de convenios de integración y cooperación científico-tecnológicos.

### Atribuciones
Las funciones del  Ministerio de Ciencia, Tecnología e Innovación Productiva quedaron estipuladas en 28 puntos en el artículo 23 de la Ley de Ministerios.

## Autoridades
| Miembros del Ministerio de Ciencia, Tecnología e Innovación de la Argentina (Actualizado al 11 de diciembre de 2019) | Miembros del Ministerio de Ciencia, Tecnología e Innovación de la Argentina (Actualizado al 11 de diciembre de 2019) |
| --- | --- |
| Ministro de Ciencia, Tecnología e Innovación                                                                         | Roberto Salvarezza                                                                                                   |
| Secretario de Planeamiento y Políticas en Ciencia, Tecnología e Innovación                                           | Diego Hurtado |
| Secretario de Articulación Científica y Tecnológica                                                                  | Juan Pablo Paz |
| Subsecretario de Evaluación Institucional                                                                            | Humberto Cisale |
| Subsecretario de Coordinación Institucional                                                                          | Pablo Nuñez |
| Subsecretaria de Políticas en Ciencia, Tecnología e Innovación                                                       | María Cecilia Sleiman                                                                                                |
| Subsecretario de Estudios y Prospectiva                                                                              | Eduardo Mallo |
| Subsecretaria de Federalización de la Ciencia, la Tecnología y la Innovación                                         | Elisa Colombo |
| Subsecretaria de Coordinación Administrativa                                                                         | María Laura González                                                                                                 |
| Unidad Gabinete de Asesores                                                                                          | Carolina Vera |
| Consejos y comisiones                                                                                                | |
| Secretario General del Consejo Federal de Ciencia y Tecnología - COFECYT                                             | Roberto Salvarezza                                                                                                   |
| Presidente del Consejo Interinstitucional de Ciencia y Tecnología (CICyT)                                            | Juan Pablo Paz |
| Coordinadora de la Comisión Asesora en Terapias Celulares y Medicina Regenerativa                                    | Fabiana Arzuaga |
| Coordinadora del Comité Nacional de Ética en la Ciencia y la Tecnología                                              | Ana Belén Elgoyhen                                                                                                   |
| Coordinadora de las Comisiones Asesoras en Sustentabilidad y Biodiversidad                                           | Erica Carrizo |
| Entes descentralizados                                                                                               | |
| Presidente del Consejo Nacional de Investigaciones Científicas y Técnicas - CONICET                                  | Ana Franchi |
| Presidente de la Agencia Nacional de Promoción Científica y Tecnológica - Agencia I+D+i                              | Fernando Peirano |
| Director Ejecutivo y Técnico de la Comisión Nacional de Actividades Espaciales - CONAE                               | Raúl Kulichevsky |
| Director del Banco Nacional de Datos Genéticos - BNDG                                                                | Mariana Herrera Piñero                                                                                               |
| Presidente de la Fundación Argentina de Nanotecnología - FAN                                                         | Daniel Lupi |
| Presidente de la Fundación Dr. Manuel Sadosky                                                                        | Norberto Daniel Capellán (vicepresidente a cargo)                                                                    |

## Sede
Desde su creación, el Ministerio de Ciencia se estableció en la avenida Córdoba 831, Ciudad de Buenos Aires. 
El 6 de octubre de 2011 se inauguró el Polo Científico Tecnológico, la nueva sede del Ministerio de Ciencia, dos de sus organismos dependientes y varios institutos de investigación internacionales e interdisciplinarios. Ubicado en el barrio de Palermo, en las calles Godoy Cruz y Paraguay, el Polo Científico Tecnológico se constituye como un centro de gestión, producción y divulgación del conocimiento. 
Construido en los terrenos abandonados que pertenecieron a las ex bodegas Giol, los edificios mantienen las fachadas originales de las estructuras preexistentes, que han sido revalorizadas mediante una operación arquitectónica, sin ocultarlas ni degradar su historicidad. De esta manera, el proyecto preservó el valor histórico del patrimonio arquitectónico del barrio.

## Nómina de ministros
| Ministerio                                  | N.º | Ministro           | Partido                                           | Partido               | Periodo                                            | Presidente                     |
| ------------------------------------------- | --- | ------------------ | ------------------------------------------------- | --------------------- | -------------------------------------------------- | ------------------------------ |
| Ciencia, Tecnología e Innovación Productiva | 1   | Lino Barañao       |                                                   | Independiente         | 10 de diciembre de 2007 - 10 de diciembre de 2015  | Cristina Fernández de Kirchner |
| Ciencia, Tecnología e Innovación Productiva | 1   | Lino Barañao       | 10 de diciembre de 2015 - 5 de septiembre de 2018 | Independiente         | Mauricio Macri                                     |                                |
| Ciencia, Tecnología e Innovación            | 2   | Roberto Salvarezza |                                                   | Partido Justicialista | 10 de diciembre de 2019 - 20 de septiembre de 2021 | Alberto Fernández              |
| Ciencia, Tecnología e Innovación            | 3   | Daniel Filmus      |                                                   | Partido Justicialista | 20 de septiembre de 2021 - 10 de diciembre de 2023 | Alberto Fernández              |